# Megakaryoblast

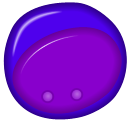
Megakaryoblast

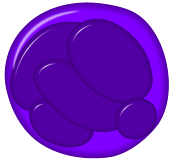
Promegakaryocyt

Een megakaryoblast is een unipotente, hematopoetische stamcel in het rode beenmerg, die als tussenvorm gezien kan worden bij de ontwikkeling van trombocyten. De vorming begint bij de mens wanneer in het beenmerg een unipotente, hematopoetische stamcel receptoren begint te vormen voor het hormoon trombopoëtine (TPO), dat in de lever en nieren aangemaakt wordt. Trombopoëtine is echter niet absoluut noodzakelijk. Andere moleculaire signalen voor differentiatie zijn GM-CSF, IL-3, IL-6, IL-11, de chemokinen (SDF-1 ; FGF-4) en erytropoëtine.. Deze cel gaat nu over in een megakaryoblast. Onder invloed van het hormoon trombopoëtine gaat de megakaryoblast, zonder kern- of celdeling, het DNA meerdere keren verdubbelen. Er ontstaat een reuzencel met een doorsnee van meer dan 100 μm en met veel chromosoomparen, de polyploïde megakaryocyt. De megakaryoblast heeft een intensief blauw cytoplasma.

## Overzichthematopoëtische stamcelrode beenmerg
| Hematopoëse            | Hematopoëse          | Hematopoëse            | Hematopoëse | Hematopoëse | Hematopoëse | Hematopoëse | Hematopoëse | Hematopoëse     | Hematopoëse    |
| ---------------------- | -------------------- | ---------------------- | ----------- | ----------- | ----------- | ----------- | ----------- | --------------- | -------------- |
| Leukopoëse             | Leukopoëse           | Leukopoëse             | Leukopoëse  | Leukopoëse  | Leukopoëse  | Leukopoëse  | Leukopoëse  | Erytropoëse     | Trombopoëse    |
| Myeloblast             | Myeloblast           | Myeloblast             | Monoblast   | Lymfoblast  | Lymfoblast  | Lymfoblast  |             | Pro-erytroblast | Megakaryoblast |
| Myeloblast             | Myeloblast           | Myeloblast             | Monoblast   | Lymfoblast  | Lymfoblast  | Lymfoblast  | Erytroblast |                 | Megakaryoblast |
| Myeloblast             | Myeloblast           | Myeloblast             | Monoblast   | Lymfoblast  | Lymfoblast  | Lymfoblast  | Normoblast  |                 | Megakaryoblast |
| Promyelocyt            | Promyelocyt          | Promyelocyt            | Monocyt     | Lymfocyt    | Lymfocyt    | Lymfocyt    | Reticulocyt | Megakaryocyt    |                |
| Neutrofiele granulocyt | Basofiele granulocyt | Eosinofiele granulocyt | Macrofaag   | B-cel       | T-cel       | NK-cel      | Mastocyt    | Erytrocyt       | Trombocyt      |

## Ontwikkelingsvolgorde
CFU-Me (pluripotente, hematopoetische stamcel of (hemocytoblast) → megakaryoblast → promegakaryocyt → megakaryocyt.